# Vitis (distrito)
O Distrito peruano de Vitis é um dos trinta e tês distritos da Província de Yauyos, situada no  Departamento de Lima, pertencente a Região de Lima, Peru. 

## Transporte
O distrito de Vitis é servido pela seguinte rodovia:
- LM-120, que liga o distrito de San Lorenzo de Quinti à cidade de Miraflores [1][2][3]